# Santa Julia (Málaga)

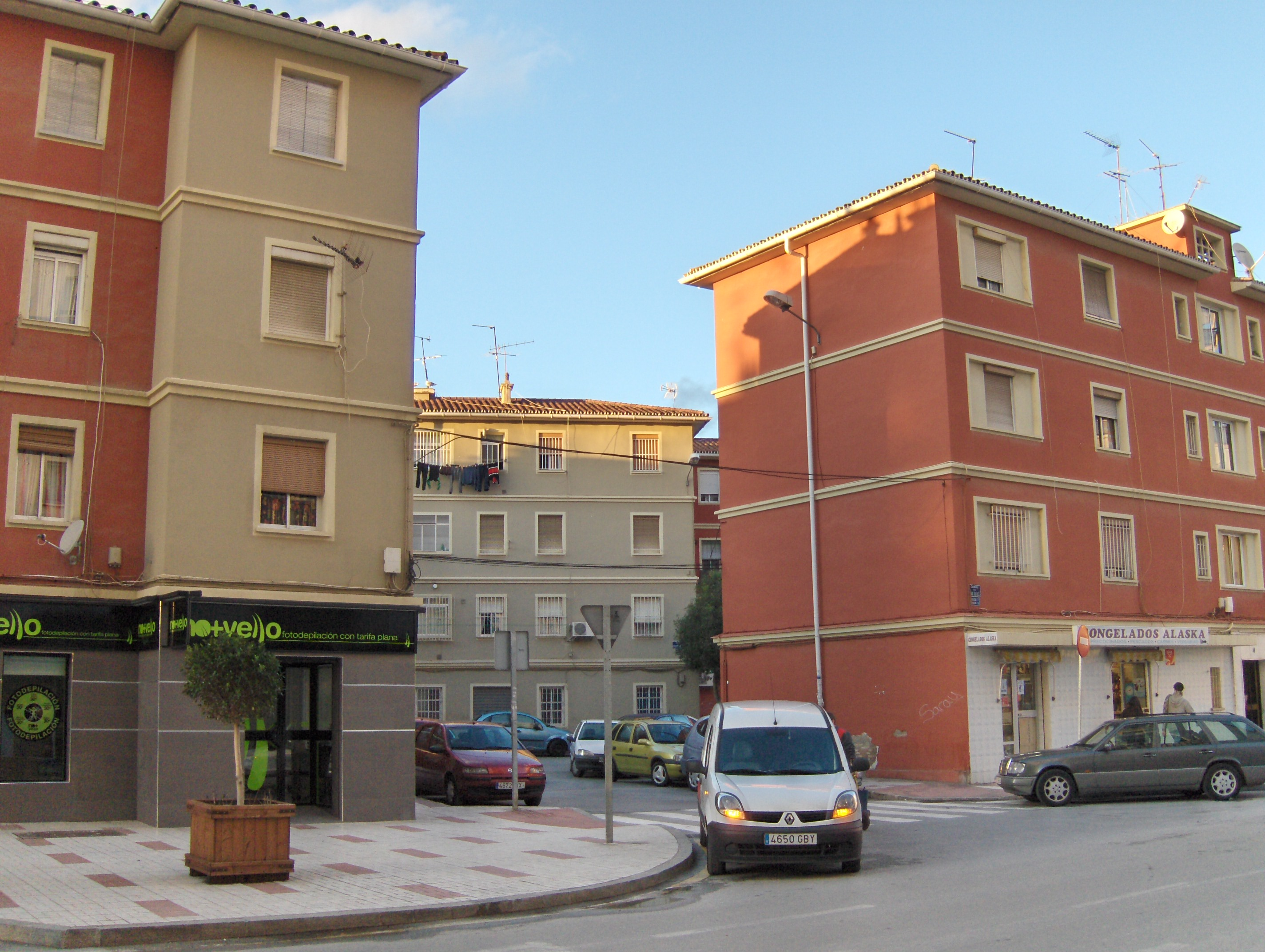
Vista del barrio desde Camino de San Rafael.

Santa Julia es un barrio del distrito Cruz de Humilladero de la ciudad de Málaga, España. Según la delimitación oficial del ayuntamiento, limita al norte con los barrios de Núcleo General Franco y Carranque; Cruz del Humilladero, al este; Santa Marta, al sur; y La Asunción, al oeste.
El barrio abarca una de las últimas promociones de viviendas del régimen de Franco en la ciudad, proyectada en 1957 por el arquitecto Enrique Atencia Molina. El conjunto presenta una alta densidad de viviendas, con apenas espacios libres. Está dispuesto sobre un terreno triangular, con una estructura en parrilla. Todos los bloques son homogéneos y de cuatro alturas.

## Transporte
En autobús, queda conectado mediante las siguientes líneas de la EMT: 
| Línea | Trayecto                                             | Recorrido | Frecuencia                             |
| ----- | ---------------------------------------------------- | --------- | -------------------------------------- |
| 4     | Paseo del Parque - Cortijo Alto (Ciudad de Justicia) | Recorrido | 11-12 minutos                          |
| 15    | La Virreina - Santa Paula                            | Recorrido | 11-12 minutos                          |
| 19    | Paseo del Parque - Campanillas                       |           |                                        |
| 20    | Alegría de la Huerta - Los Prados                    | Recorrido | 15 minutos                             |
| 22    | Avda. Molière - Universidad                          | Recorrido | 10 minutos (16-18 en época no lectiva) |
| 31    | Paseo del Parque - Palacio de Deportes               | Recorrido | 18-25 minutos                          |
| N2    | Plaza de la Marina - Circular                        | Recorrido | 50-55 minutos                          |